# レオニード・ハイダマカ
レオニード・フリホロヴィチ・ハイダマカ（1898年4月27日 - 1991年7月21日）はウクライナのバンドゥーラ奏者。20世紀のバンドゥーラ芸術の発展に大きな影響を与えた。

## 生涯
ハルキウで医師の息子として生まれ、ハルキウ実科大学ギムナジウムで学び、後にハルキウ工科大学で工学の学位を取得した。
幼少のころから音楽に興味を持ち、10歳でバイオリンを弾き始めた。高校時代には学校のオーケストラでバイオリンを演奏し、後にオーケストラの指揮者になった。1918年、ハイダマカはハルキウ高等音楽学校（音楽院）に入学し、5年間チェロとベースを学んだ。
ハイダマカが初めてバンドゥーラに興味を持ったのは、1913年から1914年にかけてのことであった。彼は学校のオーケストラから楽器を修理に出して楽器製作者のS. スネヒリオフのところへ行った際、そこで見知らぬ楽器を見つけた。スネヒリオフは、その楽器はバンドゥーラとして知られるウクライナの民族楽器であり、ハルキウ演劇劇場のバンドゥーラ奏者であるI. ボンダレンコのために作っていると説明した。ハイダマカはバンドゥーラに大いに興味をもち、ハイダマカは自分用に楽器を注文した。バンドゥーラが完成すると、どこでその楽器の演奏を習うのかという疑問が浮かぶ。ハイダマカはボンダレンコを追いかけて、楽器の調整といくつかの初歩的な練習を見せてくれるよう頼んだ。後に彼は自分でその楽器のための練習曲と曲を考案し、その編曲を始めた。

### ハルキウ式バンドゥーラ
1923年、ハイダマカはフナート・ホトケーヴィチに紹介された。ホトケーヴィチは出版用に準備していたバンドゥーラの教科書の原稿を彼に見せ、技術練習と曲を書き写すことを許可した。このことは彼の技術を向上させるのに役立った。
ホトケーヴィチは高音弦が2オクターブしかない小さなバンドゥーラを持っていた。ハイダマカはコンサート用ハルキウ式バンドゥーラの開発に携わった。彼はホトケーヴィチと相談し、その相談に基づいて8つのベースと23本の高音弦を持つ全音階のバンドゥーラの青写真を作成した。これは後にハルキウの技法を使用したハルキウとポルタヴァのバンドゥーラ奏者カペラの標準となった。
1920年代、バンドゥーラに対する大衆の関心が高まり、アマチュア・オーケストラやバンドゥーラコーラスが急速に成長したが、演奏や編曲のための教材はほとんどなかった。また、専門的に訓練されたバンドゥーラ奏者の人数も不足していた。この必要性が認識され、当時ミコラ・スクルィプニクが率いていた人民教育委員会は、人材を育成するべく、ハルキウ音楽演劇研究所へのバンドゥーラ科の新設を決定した。フナート・ホトケーヴィチがバンドゥーラ科の教授として招かれた。ハイダマカはこれらの学科に登録し、1930年に修了した。

### ウクライナ民族楽器の最初のオーケストラ
1921年、レオニード・ハイダマカはメタリスト・クラブですでにバンドゥーラ奏者の楽団を結成していたが、良質なバンドゥーラが不足していたことと、バンドゥーラ運動がまだ主流でなかったことから、この試みはあまり成功しなかった。
1923年、メタリスト・クラブは政府から資金を獲得し、楽団の復活を試みるべくハイダマカを再び招待した。このとき、ハイダマカはバンドゥーラ奏者の楽団だけでなく、ウクライナの民族楽器のオーケストラ全体の設立も交渉することができた。しかし、約束された資金はなかなか集まらず、オーケストラが楽器一式を受け取ることができたのは1925年になってからであった。1925年時点での構成は、14のバンドゥーラ（ピッコロ3、プリマ8、ベース3）、2つのツィンバリー（ハンマー、ダルシマー）、プリマとベース、4つのリリー（ハーディガーディ）、ソプラノ2、テナー2、2つのスピルカ（ダクト、フルート）、1つのスヴィリル（パン、パイプ）、2つのトレミティ（アルプスのホルン）、打楽器（ドラム、ティンパニ、トライアングル）であった。
どのようなタイプのオーケストラを設立するにも複雑で困難な作業を必要とするが、希少でほとんど忘れ去られた楽器を用いてオーケストラを編成することは、不可能に近いことであった。楽器が入手できず、博物館でしか見ることができないものさえあった。また、伝統的な方法で忠実に設計・製造する必要があった。楽器を入手できたとしても、楽譜が存在しないために、奏者に演奏方法を教えることが困難であった。そのため、ハイダマカは自身で編曲し、作曲する必要に追われた。彼は楽譜を書き、パートを書き写し、このミサ曲をひとつのオーケストラにまとめた。
ハイダマカは7年で500回以上のコンサートを行なった。オーケストラのレパートリーには、民謡とクラシックの編曲が含まれていた。
1929年、『Muzyka Masam』誌上で、ウクライナの民族楽器による同様のオーケストラ結成に関する記事が複数掲載された。この雑誌には編曲された楽曲もいくつか掲載された。1930年には、編曲された作品を多数収録した3つの編曲集（1,100 部）が出版された。この年、ハイダマカはハルキウ式バンドゥーラの編曲もいくつか出版した。また、1931年には、モスクワでレコードが多数制作された。

### 移住
第二次世界大戦の影響に伴って、ハイダマカ一家はウクライナを離れる必要が生じ、ハイダマカは西ヨーロッパを放浪した。彼は演奏、コンサートの開催、作曲で生計を立てた。ドイツにおいては、グリゴリー・バズル率いるオスタップ・ヴェレサイ兄弟団の一員として活動を続けた。第二次世界大戦後の1950年にはアメリカに移住し、ニューヨーク州クイーンズ区フラッシングの水力発電ダム設計会社で製図工として働き、74歳まで勤務を続けた。
ニューヨークでは時折演奏を行いつつバンドゥーラの指導を行い、1971年にクラシックギター協会の雑誌であるギターレビューなど、さまざまな準学術雑誌にバンドゥーラの歴史に関する記事を発表した。ハリキウ出身の友人、ヴォロディミル・ボブリツキーが率いるニューヨーククラシック・ギター協会の会合にも出席した。引退後は、娘と暮らすためにニューハンプシャー州に引っ越した。
ハイダマカは1991年にニューハンプシャー州で亡くなった。

## 弟子
- ペレコップ・イワノフ
- イリア・フィルケンベルグ
- ヘオルヒ・カザコフ
- オレクサンデル・ネゾヴィバトコ